# Инцидент Макса Хэдрума
Инциде́нт Ма́кса Хэ́друма — перехват телевизионного сигнала, произошедший в Чикаго вечером 22 ноября 1987 года. Всего в течение двух часов была нарушена работа двух телевизионных каналов. После кратковременного и частично успешного вторжения в эфир американского телеканала WGN-TV неизвестный совершил более удачную попытку вмешаться в эфир другого канала — WTTW — во время показа телевизионного сериала «Доктор Кто». На видеозаписи, которая длилась полторы минуты, лицо злоумышленника было скрыто под маской Макса Хэдрума — персонажа одноимённого фильма 1985 года; хакер высмеивает телеканал WGN и телевидение в целом. Инцидент получил широкую огласку, однако виновника так и не удалось разыскать.

## Вторжения в эфир

### WGN-TV
Первое телевизионное вторжение состоялось на канале WGN-TV в 21:14:25 по Центральному времени. В момент трансляции спортивного блока новостей сигнал внезапно пропал, после чего, через 9 секунд, на экране появился человек в маске Макса Хэдрума с чёрными очками, дёргающийся в разные стороны. Злоумышленник стоял перед качающимся листом гофрированного металла, имитировавшим геометрический фон, применявшийся при появлении Хэдрума в оригинальном фильме и в шоу с его участием. Звуковое сопровождение ограничивалось лишь жужжанием и скрипом. Незаконный показ был приостановлен после того, как инженеры телеканала перенастроили частоту передатчика, находившегося на вершине Центра Джона Хэнкока.
Инцидент озадачил спортивного комментатора Дэна Роана, который заявил: «Что ж, если вам интересно, что произошло, ха-ха… то мне тоже» (англ. «Well, if you're wondering what's happened, ha-ha... so am I»). Затем он безуспешно пытался повторить то, что говорил до того, как случился инцидент.

### WTTW
В тот же вечер, в 23:15 по местному времени, во время показа сериала «Доктор Кто» (серия «Ужас Скалы клыка») сигнал телеканала WTTW был перехвачен тем же хакером, который вмешался в эфир телеканала WGN-TV; на этот раз взлом сопровождался более высоким качеством звука.
В начале своего «монолога» неизвестный в маске упоминает комментатора Чака Свёрски, называя того «либералом» (вкладывая в это определение негативный смысл), после чего начинает смеяться, стонать и бормотать. Далее, цитируя слоган рекламы напитка New Coke «Поймай волну» (англ. «Catch the Wave»), взломщик бросает в зрителя банку «Пепси», затем прижимается к камере и показывает средний палец с игрушкой-дилдо на нём; жест частично остаётся вне экрана. Уронив ещё одну банку колы со словами «Твоя любовь угасает!» (англ. «Your love is fading») и сняв игрушку с пальца, герой видео напевает саундтрек из мультсериала «Clutch Cargo», прерывая напев фразой «Я всё ещё вижу Х» (англ. «I still see the X»). Затем «Макс Хэдрум» начинает болезненно стонать, выкрикивая что-то о своём геморрое, после чего заявляет, что «создал огромный шедевр для всех умников из „Величайшей газеты мира“» (явный намёк на WGN-TV). Следом он надевает перчатку со словами «Мой брат носит другую» (англ. «My brother is wearing the other one») и, рассматривая её, добавляет: «Но она грязная! Похоже, что ты оставил пятна крови на ней!» (англ. «But it's dirty! It's like you've got bloodstains on it!»), после чего резко снимает её и отбрасывает в сторону.
В следующей сцене камера демонстрирует нижнюю часть торса «Хэдрума». Его ягодицы частично обнажены, он держит только снятую маску на камеру; в ротовом отверстии маски находится резиновый удлинитель, похожий на язык. Затем слышен крик взломщика: «Они идут, чтобы забрать меня!» (англ. «They're coming to get me!»). Неизвестная соучастница (она видна в менее четверти кадра, в основном демонстрируются только её руки) говорит ему «Нагнись, сука!» (англ. «Bend over, bitch!»), после чего начинает пороть его мухобойкой, и он громко кричит. На несколько секунд трансляция прерывается чёрным экраном, после чего возобновляется показ сериала «Доктор Кто»; в общей сложности, незаконный показ продолжался полторы минуты.
На WTTW, передатчик которого был установлен на Сирс-Тауэр, пришли к выводу, что тамошние инженеры были неспособны помешать нарушителям, хотя на момент совершения вмешательства на небоскрёбе не было ни одного инженера на службе. По словам представителя телеканала Андерса Йокома, персонал, следивший за трансляцией из штаб-квартиры WTTW, «пытался принять необходимые меры, но не смог». WTTW смог получить копии незаконного вещания благодаря поклонникам сериала «Доктор Кто», которые записали его на видео.

## Реакция
WTTW и WGN-TV стали вторыми (после HBO, у которого уже был подобный инцидент больше года назад) американскими телеканалами, подвергшимися вторжению в эфир. Инцидент Макса Хэдрума получил очень широкую огласку и уже на следующий день был освещён в вечернем выпуске новостей телеканала CBS. WTTW получил большое количество телефонных звонков от зрителей, которые были удивлены тем, что происходило на экране во время незаконного вещания.
Инженер Федеральной комиссии по связи, которая занималась исследованием этого инцидента, заявила, что нарушителю грозит или 10000 долларов штрафа, или год лишения свободы, или штраф и заключение одновременно. Однако срок давности преступления в данном случае составил всего пять лет, поэтому после 1992 года нарушителю перестала грозить уголовная ответственность.
Вскоре после данного события другой чикагский канал, WMAQ-TV, в шутку включил видео инцидента во время трансляции спортивных новостей. «Многие думали, что в нашу речь на самом деле вмешались нарушители. Мы получили много извещений по этому поводу», — сказал ведущий спортивных новостей Марк Джангреко.